# Cage de fer
La Cage d'acier ou Cage de fer est la traduction d'une notion sociologique forgée par Max Weber (stahlhartes Gehäuse) souvent mise en lien avec l'idée de désenchantement du monde (Entzauberung der Welt). Il existe deux grandes interprétations : la première insiste sur l'idée de perte de sens (lié au désenchantement du monde) et la seconde insiste sur l'idée de perte de liberté (lié aux contraintes qui pèsent sur l'individu). La traduction « habitacle dur comme l'acier » est parfois préféré.

## La métaphore

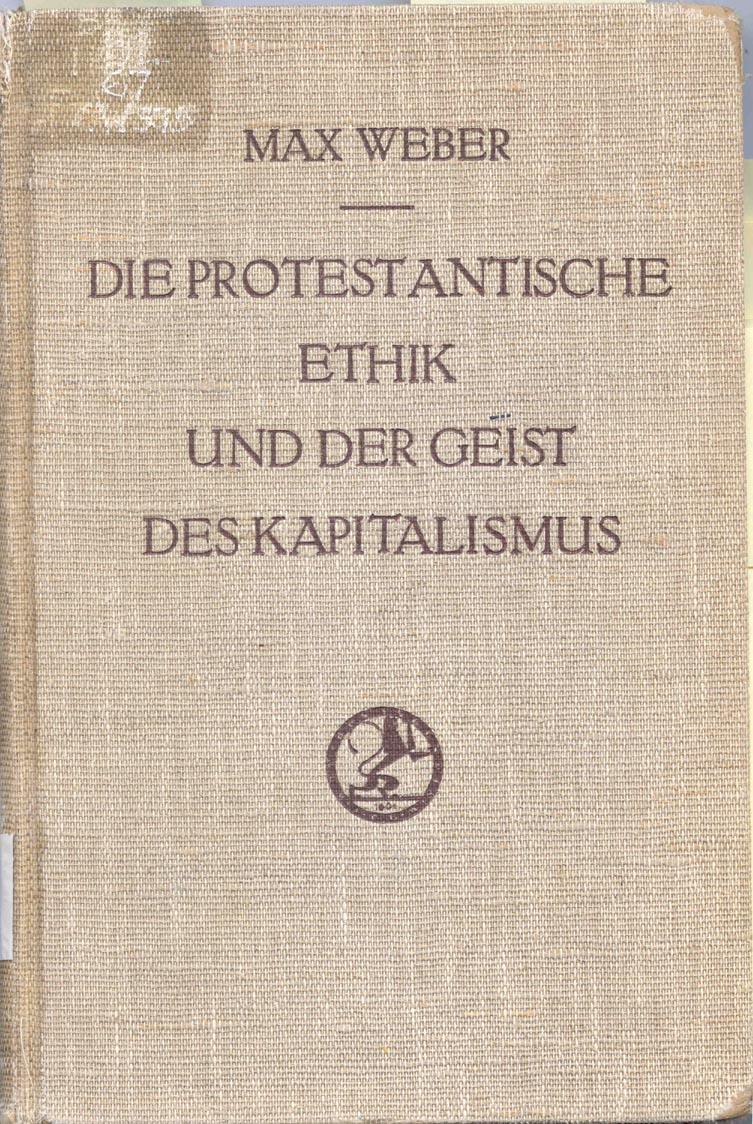
Couverture de l'édition originale de Die protestantische Ethik und der Geist des Kapitalismus [L'Éthique protestante et l'esprit du capitalisme].

C'est dans L'Éthique protestante et l'esprit du capitalisme qu'est mobilisée la métaphore de la « cage d'acier » : 

« Le puritain voulait être un homme besogneux - et nous sommes forcés de l'être. Car lorsque l'ascétisme se trouva transféré de la cellule des moines dans la vie professionnelle et qu'il commença à dominer la moralité séculière, ce fut pour participer à l'édification du cosmos prodigieux de l'ordre économique moderne. Ordre lié aux conditions techniques et économiques de la production mécanique et machiniste qui détermine, avec une force irrésistible, le style de vie de l'ensemble des individus nés dans ce mécanisme - et pas seulement de ceux que concerne directement l'acquisition économique. […] Selon les vues de Baxter, le souci des biens extérieurs ne devait peser sur les épaules de ses saints qu'à la façon d' « un léger manteau qu'à chaque instant l'on peut rejeter ». Mais la fatalité a transformé ce manteau en une cage d'acier. […] Aujourd'hui, l'esprit de l'ascétisme religieux s'est échappé de la cage - définitivement? qui saurait le dire… Quoi qu'il en soit, le capitalisme vainqueur n'a plus besoin de ce soutien depuis qu'il repose sur une base mécanique »

Comme l'explique le sociologue Guillaume Fondu, « ce qui était conduite de vie dotée de sens chez le puritain devient nécessité extérieure, mécanique, et tendanciellement dénuée de sens ». Il ajoute : « l'expression allemande (Stahlhartgehäuse) connote en réalité moins l'idée d'enfermement que celle d'une contrainte venant entraver, voire contraindre les gestes : ce qui était manteau, c'est-à-dire un vêtement souple et occasionnel, devient une coquille, solide […][et] contraignante ».

## Les traductions
Une première apparition de la métaphore apparait dans L'Éthique protestante et l'esprit du capitalisme. Mais comme le rappelle le sociologue néerlandais Peter Baehr,, on doit à Talcott Parsons l'expression « iron cage » (cage de fer) alors que Max Weber mobilise l'expression « stahlhartes Gehäuse ». L’expression sera traduite en français à partir de l'anglais. Le terme « cage d'acier » figure dans la traduction de Jacques Chavy, parue en 1964,. En 2000, la germaniste et sociologue Isabelle Kalinowski choisit « une dure chape d'acier ». En 2001, le sociologue Peter Baehr propose plutôt de traduire par « shell as hard as steel » (coquille dure comme l'acier), ; de même que le philosophe Guillaume Fondu. Selon le sociologue Laurent Fleury, à partir de l'analyse du sociologue Jean-Pierre Grossein, il faudrait plutôt traduire par « habitacle dur comme l'acier », :

« La métaphore de la « cage d’acier », introduite par Parsons (iron cage), fausse le sens de la métaphore wébérienne (stahlhartes Gehäuse) en le durcissant selon Jean-Pierre Grossein, qui rappelle que « ce dont il est question s’agissant du cosmos capitaliste, n’est pas d’acier, mais “dur comme l’acier” et Gehäuse désigne toute sorte de contenant qui englobe, enveloppe ou enserre quelque chose […] ». Weber utilise aussi cette métaphore de l’habitacle pour décrire les dangers inhérents à une bureaucratisation généralisée, en parlant d’habitacle pour la servitude future (Gehäuse der Hörigkeit der Zukunft) »